# Die Krokodile der Familie Wandaogo
Die Krokodile der Familie Wandaogo ist ein deutscher Dokumentarfilm von Britta Wandaogo aus dem Jahr Filmjahr 2003. Der Film hatte am 4. April 2003 Premiere auf dem 9. Internationalen Filmfestival Dortmund, heute Internationales Frauenfilmfestival und erhielt den ersten Preis auf dem Internationalen Film Festival Borderlands in Bolzano. Ebenfalls 2003 bekam der Film den Deutschen Kurzfilmpreis in der Kategorie Sonderpreis, der Sonderpreis in Gold wird verliehen für den besten Spiel-, Animations- oder Dokumentarfilme mit einer Laufzeit von 30 bis 78 Minuten. Krokodile der Familie Wandaogo erhielt das Prädikat wertvoll der Deutschen Film- und Medienbewertung (FBW).

## Inhalt
Die Familie Wandaogo war einst eine Königsfamilie in Burkina Faso und ihre Schutz- und Glücksbringer die Krokodile der Familie. „Die Krokodile, das sind unsere Ur-Urgroßväter, sie leben bis heute in einem kleinen See in der Nähe des Dorfes Tenkodogo.“
Der Film sucht sich seinen eigenen Weg durch die Familiensaga. Die deutsche Regisseurin Britta Wandaogo und ihr Mann Salif Wandaogo aus Burkina Faso geraten mehr und mehr in den „Strudel ihrer Selbst“. Übersprunghandlungen strapazieren ihre Toleranz und das Familienleben funktioniert auf einer anderen Frequenz. Salif, hin- und hergerissen zwischen Tradition und Gegenwart, verändert sich zunehmend, denn eins ist sicher, alles wird alles anders kommen als erwartet, wenn du afrikanischem Boden betrittst.
„In unserer europäischen Welt bedeutet Sehen gleich Erkenntnis und gilt Verstehen automatisch als Wissen. In Afrika ist das ein Irrtum. Wenn ein Europäer davon spricht, was er sieht, redet ein Afrikaner von dem, was er nicht sieht.“ Britta Wandaogo Directors Statement

## Auszeichnungen
- 2003: Deutscher Kurzfilmpreis, Filmpreis Gold Kategorie Sonderpreis
- 2003: Deutsche Film- und Medienbewertung 2003, FBW Prädikat wertvoll
- 2003: Internationales Film Festival Borderlands, Erster Preis